# Linosta sinceralis
Linosta sinceralis is een vlinder uit de familie van de grasmotten (Crambidae), uit de onderfamilie van de Linostinae. De wetenschappelijke naam van de soort is voor het eerst gepubliceerd in 1882 door Heinrich Benno Möschler.
De soort komt voor in Suriname, Brazilië en Ecuador.